# Horrifique
Horrifique est un fanzine québécois consacré aux littératures de fantastique et d'horreur.
Horrifique est sous-titré « le plus vieux sexyzine au Canada ».

## Description du contenu
Horrifique publie des nouvelles en lien avec l'horreur et le fantastique, au Québec et ailleurs. 
Horrifique publie des textes axés sur le rationnel et le surnaturel, sur la terreur, l'épouvante et le macabre relevant des genres les plus divers: horreur, fantastique, science-fiction, gore, policier, historique, splatterpunk, gothicpunk, érotique, etc... Horrifique ne publie pas seulement des fictions, mais aussi des articles, des recensions de livres et films, des entrevues, des rubriques, des portfolios et de l'information. 
Les collaborateurs sont majoritairement d'origine canadienne et sont francophones.

## Historique
Fondé en 1993 par André Lejeune et Oncle Cthandré, Horrifique est actuellement le plus ancien fanzine québécois. 

## Fiche technique
- Éditeur : André Lejeune et Oncle Cthandré
- Format : 21 x 14.8 cm ;
- Nombre de pages : environ 60 (variable) ;
- Type de papier : couverture en carton souple, intérieur mat ;
- Impression : couverture rouge, intérieur noir et blanc ;
- Périodicité : apériodique, plusieurs par an ;
- Numéro 1 : printemps 1993 ;
- Toujours en activité.

## Collaborateurs

### Écrivains
- Claude Bolduc ;
- Daniel Sernine ;
- Pierre D. Lacroix ;
- Jonhatan Reynolds ;
- Matthieu Fortin ;
- Christophe Nicolas ;
- Natasha beaulieu ;
- Michel J. Levesque ;
- Léa Silhol ;
- Nathalie Dau ;
- Ludovic Lavaissière ;
- Pat Isabelle ;
- Nicolas Pieraut ;
- Fermin Moreno Gonzales ;
- Sophie Dabat ;
- Eric Lauzon ;
- Gilles Dumay ;
- Gilles Bergal ;
- Mike R. Villeneuve ;
- Henri-François Huertas ;
- Nathalie Dufayet ;
- Daniel Coulombe ;
- Serge Rollet ;
- Alain Le Bussy ;
- Martin Lessard ;
- Josiane Kiefer ;
- Estelle Valls de Gomis ;
- Carole Boudebesse ;
- Eva Viaud ;
- François Bernard Tremblay ;
- Jean-Louis Trudel ;
- Carole Lacroix ;
- David Miserque ;
- Michel Tremblay ;
- Élisabeth Vonarburg ;
- Éric Simard ;
- Tepthida Hay ;
- Jess Kaan ;
- Romano Vlad Janulewicz ;
- Alain Marty ;
- Cancereugène ;
- Stéphane Amiot ;
- Denis Labbé ;
- Xavier Lhomme ;
- Virginie Buisson-Delandre ;
- Mélanie Mougenot ;
- Paul Simon ;
- David Beaudet ;
- Frédéric Livyns.

### Illustrateurs
- Estelle Valls de Gomis ;
- Ashem (Hugues Morin).